# AS Otohô
Association Sportive Otohô w skrócie AS Otohô – kongijski klub piłkarski grający w pierwszej lidze kongijskiej, mający siedzibę w mieście Oyo.

## Sukcesy
- Championnat National MTN[1]

mistrzostwo (5): 2018, 2018/2019, 2019/2020, 2021, 2021/2022.
wicemistrzostwo (1): 2017
- Puchar Konga:[2]

finał (1): 2018.

## Występy w afrykańskich pucharach
| Sezon     | Rozgrywki           | Runda              | Kraj                          | Klub                         | Dom | Wyjazd | Dwumecz      |
| --------- | ------------------- | ------------------ | ----------------------------- | ---------------------------- | --- | ------ | ------------ |
| 2018      | Liga Mistrzów       | wstępna            | Algieria                      | MC Algier                    | 2–0 | 0–9    | 2–9          |
| 2018/2019 | Liga Mistrzów       | wstępna            | Angola                        | CD Primeiro de Agosto        | 2–0 | 2–4    | 4–4          |
| 2018/2019 | Liga Mistrzów       | 1                  | Zimbabwe                      | FC Platinum                  | 1–1 | 0–0    | 1–1          |
| 2018/2019 | Puchar Konfederacji | play-off           | Uganda                        | KCCA FC                      | 3–0 | 0–2    | 3–2          |
| 2018/2019 | Puchar Konfederacji | gr. A (4. miejsce) | Maroko                        | Renaissance Berkane          | 1–1 | 0–3    | 1–4          |
| 2018/2019 | Puchar Konfederacji | gr. A (4. miejsce) | Maroko                        | Hassania Agadir              | 1–0 | 1–2    | 2–2          |
| 2018/2019 | Puchar Konfederacji | gr. A (4. miejsce) | Maroko                        | Raja Casablanca              | 1–4 | 0–0    | 1–4          |
| 2019/2020 | Liga Mistrzów       | wstępna            | Południowa Afryka             | Mamelodi Sundowns FC         | 2–1 | 0–4    | 2–5          |
| 2020/2021 | Liga Mistrzów       | wstępna            | Sudan                         | Al-Merreikh Omdurman         | 1–1 | 0–2    | 1–3          |
| 2021/2022 | Liga Mistrzów       | 1                  | Mozambik                      | UD Songo                     | 1–0 | 0–1    | 1–1 (k. 4–3) |
| 2021/2022 | Liga Mistrzów       | 2                  | Angola                        | Atlético Petróleos de Luanda | 2–2 | 0–2    | 2–4          |
| 2021/2022 | Puchar Konfederacji | play-off           | Kenia                         | Gor Mahia                    | 1–0 | 1–1    | 2–1          |
| 2021/2022 | Puchar Konfederacji | gr. C (3. miejsce) | Demokratyczna Republika Konga | TP Mazembe                   | 2–2 | 0–1    | 2–3          |
| 2021/2022 | Puchar Konfederacji | gr. C (3. miejsce) | Egipt                         | Al-Masry Port Said           | 1–0 | 0–1    | 1–1          |
| 2021/2022 | Puchar Konfederacji | gr. C (3. miejsce) | Kamerun                       | Coton Sport FC de Garoua     | 1–1 | 1–0    | 2–1          |
| 2022/2023 | Liga Mistrzów       | 1                  | Południowa Afryka             | Cape Town City FC            | 0–0 | 0–2    | 0–2          |

## Stadion
Domowe mecze klub rozgrywa na stadionie o nazwie Complex Omnisports d’Oyo w Oyo, który może pomieścić 1629 widzów.

## Reprezentanci kraju grający w klubie
Stan na czerwiec 2023.
| - Carof Bakoua - Arci Biassadila Mouanga - Kader Bidimbou - Dimitri Magnoléké Bissiki - Matheus Botamba - Gloire Yila Dibata - Dorvel Dibékou - Karl Ekaya - Junior Elenga - Ledon Epako - Mignon Etou - Césaire Gandzé - Brill Ibara - Franchel Ibara - Cerveile Ikouma - Béranger Itoua - Baron Kibamba - Cabwey Kivutuka - Dassin Kouvouama - Prestone Lakolo - Bercy Langa - Junior Makiesse - Chancel Massa - Chandrel Massanga - Domi Massoumou - Guy Mbenza - Jonathan Mbou - Brel Mohendiki - Yann Mokombo - Wolfrigon Mongondza Ngobo | - Prince Mouandza - Boris Moubhibo Ngonga - Pavelh Ndzila - Fred Ngoma - Junior Ngoma - Jaurès Ngombe - Deldy Ngoyi - Wilfrid Nkaya - Garcia Nkouka - Francis Nsenda - Bersyl Obassi - Faria Jobel Ondongo - Julfin Ondongo - Rochel Osséré - Varel Rozan - Borel Tomandzoto - Souleyman Sakandé - Moussa Yedan - Adama Zerbo - Merveille Kikasa - Obed Mayamba - Mukoko Mayayi - Alex Nganou - Alou Bagayoko - Boubacar Diarra - Ismaïla Diarra - Mandala Konté - Mahamane Cissé - Melky Ndokomandji |